# Kaat Dumarey
Kaat Dumarey (8 september 1999) is een Belgisch acrogymnaste.

## Overzicht
Kaat Dumarey, woonachtig te Ichtegem, sloot zich aan bij WIK Oostende en liep school aan de Topsportschool te Gent. In 2014 won ze samen met het Belgische team, voorts bestaande uit Julie Van Gelder en Ineke Van Schoor, brons op het wereldkampioenschap in het Franse Levallois-Perret. Een jaar later won datzelfde team driemaal goud op de eerste Europese Spelen in Bakoe, Azerbeidzjan. Het waren de eerste gouden medailles voor België in de geschiedenis van de Europese Spelen. Tevens won het trio op het EK van 2015 goud in de disciplines 'allround' en 'balans' en zilver in de tempo-oefening.

## Palmares
2014
- wereldkampioenschap - allround team

2015
- Europese Spelen - allround team
- Europese Spelen - balanscompetitie team
- Europese Spelen - teamcompetitie team